# Best Shot
Best Shot (engelska: Hoosiers) är en amerikansk ungdomsfilm från 1986 i regi av David Anspaugh.

## Utmärkelser
Filmen var nominerad för två Oscars 1987.

## Rollista i urval
- Gene Hackman – Norman Dale
- Barbara Hershey – Myra Fleener
- Dennis Hopper – Shooter Flatch
- Sheb Wooley – Cletus Summers
- Fern Persons – Opal Fleener
- Chelcie Ross – George Walker
- Robert Swan – Rollin Butcher
- Maris Valainis – Jimmy Chitwood
- Brad Long – Buddy Walker